# Podłęcze (Łódź)
Pour les articles homonymes, voir Podłęcze.
Podłęcze est une localité polonaise de la gmina de Słupia, située dans le powiat de Skierniewice en voïvodie de Łódź.